# طابع أساطير الغرب
كانت أساطير الغرب عبارة عن ورقة مكونة من طوابع بقيمة 29 سنتًا أصدرتها خدمة بريد الولايات المتحدة في عام 1994، احتوت الطبعة الأولية على خطأ أدى إلى تصحيحها. وهو خطأ في التعريف، حيث تصور الأخ الأصغر لممثل مسابقات رعاة البقر الأمريكي من أصل أفريقي بيل بيكيت، بن بيكيت، بدلاً من بيل نفسه. وصدرت نسخة مصححة منها في النهاية. ومع ذلك، ونظرًا للطلب الشعبي، أجرى مكتب البريد يانصيبًا وباع 150 ألف ورقة من طوابع الخطأ للجمهور. أصبحت هذه الحادثة من أشهر حوادث خطأ طباعة الطوابع في تاريخ الولايات المتحدة.
كان لدى المصمم مارك هيس صور متعددة لبيل بيكيت، إحداها تُظهرهُ شابًا وسيمًا يحمل حبلًا ملفوفًا أمام أشجار وأزهار وبوابة مفتوحة. يرتدي بيكيت زي رعاة البقر الكامل، بما في ذلك قبعة عريضة الحواف وقميص وسترة وسروال قصير وحذاء رعاة البقر. وصف النقش الموجود على الصورة بالأبيض والأسود بيل بيكيت بأنه راعي بقر أسود شهير، رائد أسلوب "البولجر"، مستخدمًا أسنانه في لعبة البولدوج بدلًا من أسلوب "التعامل باليد" التقليدي الذي يستخدمهُ رعاة البقر اليوم. كما أشارت عدة مراجع موثوقة أخرى إلى أن الشخص الموجود في الصورة هو بيل بيكيت. ونتيجةً لذلك، حصلت الصورة على موافقة شيف، وتيرينس ماكافري (مدير مشروع خدمة البريد الأمريكية)، ولجنة المواطنين الاستشارية للطوابع (CSAC).